# Solanum sitiens
Solanum sitiens är en potatisväxtart som beskrevs av Ivan Murray Johnston. Solanum sitiens ingår i släktet skattor som ingår i familjen potatisväxter. Inga underarter finns listade i Catalogue of Life.